# كارلوس هيتور كوني
كارلوس هيتور كوني (بالإنجليزية: Carlos Heitor Cony) (14 مارس 1926 - 5 يناير 2018) صحفي وكاتب برازيلي. كان عضواً في الأكاديمية البرازيلية للآداب (بالبرتغالية: Academia Brasileira de Letras‏).
كان كاتب عمود في صحيفة فولها دي إس باولو [الإنجليزية] (بالبرتغالية: Folha de S.Paulo‏) البرازيليَّة. اعتبر كوني نفسه يساري وسطي وتعرض للاضطهاد في ظل الحكومة العسكرية في الستينيات. حوّلت أربعة من أعماله إلى أفلام.
توفي كوني في ريو دي جانيرو في 5 يناير 2018؛ وذلك بسبب اختلال عضوي متعدد عن عمرٍ ناهز 91 عامًا.

## روابط خارجية
- كارلوس هيتور كوني على موقع IMDb (الإنجليزية)
- كارلوس هيتور كوني على موقع قاعدة بيانات الفيلم (الإنجليزية)